# Programozott sejthalál
A programozott sejthalál (angolul: PCD, programmed cell death) a többsejtű élőlények egyedfejlődése során fölöslegessé vált sejtek genetikailag meghatározott pusztulása. Teljes vagy részleges elmaradása akár az élettel összeegyeztethetetlen súlyosságú fejlődési rendellenességeket is okozhat.
A sejthalál főbb fajtái:
- Nem programozott sejthalál:
  - károsító tényezők hatására jön létre, nincs genetikailag programozott fejlődéstani jelentősége
  - általában egy sejtcsoportot érint
  - membránok károsodnak, a sejt megduzzad és felszakad
  - genny keletkezik
- Programozott sejthalál:
  - Apoptózis:
    - genetikailag meghatározott módon
    - egy sejtet érint
    - sejt zsugorodik, DNS és a maganyag lebomlik, a sejtalkotók és a citoplazma feldarabolódik (apoptótikus test), a membrán ép marad
    - szervek formálása, lebontott sejtek anyagait újra felhasználja a szervezet, az elhalt sejtek is ellátnak egyes feladatokat (pl elszarusodó laphám)

## Típusai
- Apoptózis (I. típus)
- Autofágiás sejthalál (II. típus)[1]

## Sejtpusztulás a szervezet védekező mechanizmusai során
A programozott sejthalál  (PCD, programmed cell death) a többsejtű élőlényekben lévő fölöslegessé vált sejt „öngyilkossága”.
A szervezeten belül vannak olyan sejtek, amelyeknek az a feladata, hogy elpusztítsák a külső fertőzés – vírus, baktérium stb. – által megtámadott, vagy az elöregedő sejteket. Ezeket a sejteket "natural killer" ("természetes gyilkos"), rövidítve NK sejteknek hívjuk. Ezek minden egyes sejttől megkérdezik a jelszót, a személyi számot, ami egy a sejt felszínén megjelenő és mindig újratermelődő fehérje, mely csak arra az egyetlen emberre, élőlényre jellemző és senki másra. Ha ez eleve hiányzik, vagy a sejt már képtelen újratermelni, akkor ezt a sejtet elpusztítják. Ha a szervezetbe idegen sejtek, például baktériumok jutnak, akkor amennyiben a szervezet tudja, mivel a korábbi fertőzés során már "megtanulta", a védekezés módját, a betolakodót gyorsan felismeri és elpusztítja. Így működik az immunrendszer, ami életünk minden percében megvéd minket a környezetünkben jelen levő fertőző baktériumokkal, vírusokkal szemben.
Naponta sok millió sejt pusztul el bennünk azért, mert belsejébe vírus jutott. Ezek a sejtek egy genetikailag kódolt mechanizmus segítségével képesek elpusztítani saját magukat, ún. „öngyilkosságot” követnek el.
- Autofágia, vagy citoplazmikus sejthalál

Ha a pusztulásra ítélt sejteket valami oknál fogva – akár túlságosan nagy számuk miatt, akár a takarításra képes sejtek (természetes gyilkos sejtek) csökkent vagy hiányos működése miatt – a szervezet nem tudja teljes mértékben, például phagocytosis segítségével, eltakarítani, akkor ezek a sejtek szétesnek és gyulladás keletkezik.
A programozott sejthalál kutatása kiemelt területe a biológiának, amit az is jelez, hogy a 2002-es orvosi Nobel-díjat fonálférgek programozott sejthalálának vizsgálatáért kapta Sydney Brenner és kutatócsoportja.
Apoptózisnak (aktív sejtelhalásnak) (görögül: απόπτωσις: apo –tól, -től, ptosis – esés; "hulló levelek") a biológia területén a programozott sejthalál egyik változatát nevezzük. Az apoptózis normális fiziológiás válaszreakció specifikus „öngyilkos” szignálokra vagy a „túlélő” szignálok hiányára. Nélküle nem működne az egyedfejlődés mechanizmusa.

## Kutatása

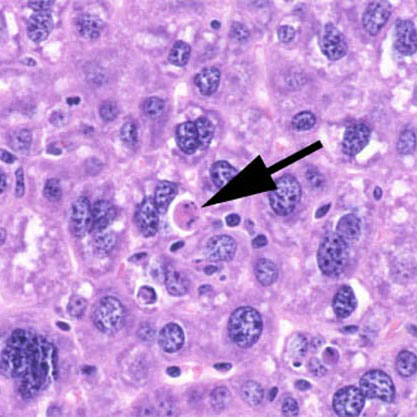
Egy egér májsejtjének apoptózisa. Az elhaló sejt nyíllal jelölve

Az elmúlt évtizedek fontos kutatási területévé vált a programozott sejthalál – és főleg ennek egyik formája, az apoptózis – mechanizmusának tanulmányozása. A programozott sejthalál fontos szerepet játszik a soksejtű élőlények egyedfejlődésében (ontogenezis) és az immunrendszer működésében. A fiziológiás sejtelhalás nagy része apoptózissal zajlik, de az aktív sejthalálnak, illetve ennek zavarainak a patológiás folyamatok lefolyásában is jelentős szerepe van, például neurodegeneratív kórképek, autoimmun betegségek, AIDS, daganatos megbetegedések esetében.
A folyamat első definíciója és az apoptózis elnevezés két patológus, Kerr és Wyllie nevéhez fűződik, akik in vivo megfigyelték, hogy az elhalt sejtek jellegzetes és egységes morfológiát mutatnak. A természetes sejthalál eme folyamatát egy görög hasonlattal jellemezték, mint "ahogyan a levelek hullanak le a fáról". Ezzel párhuzamosan fejlődésbiológusok (Horvitz, Brenner és Sulston, 2002 Nobel-díj) megfigyelték, hogy egy fonálféregfaj, a Caenorhabditis elegans bizonyos sejtcsoportja „programozottan” elpusztul a fejlődés egy kijelölt időpontjában, és az ennek szabályozásában részt vevő specifikus géneket is azonosították.